# Даан, Карин
Карин Даан (нидерл. Karin Daan, родилась в 1944 году, Геннеп, Лимбург, Нидерланды) — нидерландская художница и скульптор.

## Биография
Окончила Академию искусств и дизайна святого Джуста (нидерл. Akademie voor Kunst en Vormgeving St. Joost). Живёт и работает в Амстердаме. Её модернистские работы вписаны в ландшафты таких городов, как Амстердам, Токио, Утрехт. Наиболее известным творением Даан является Гомомонумент.

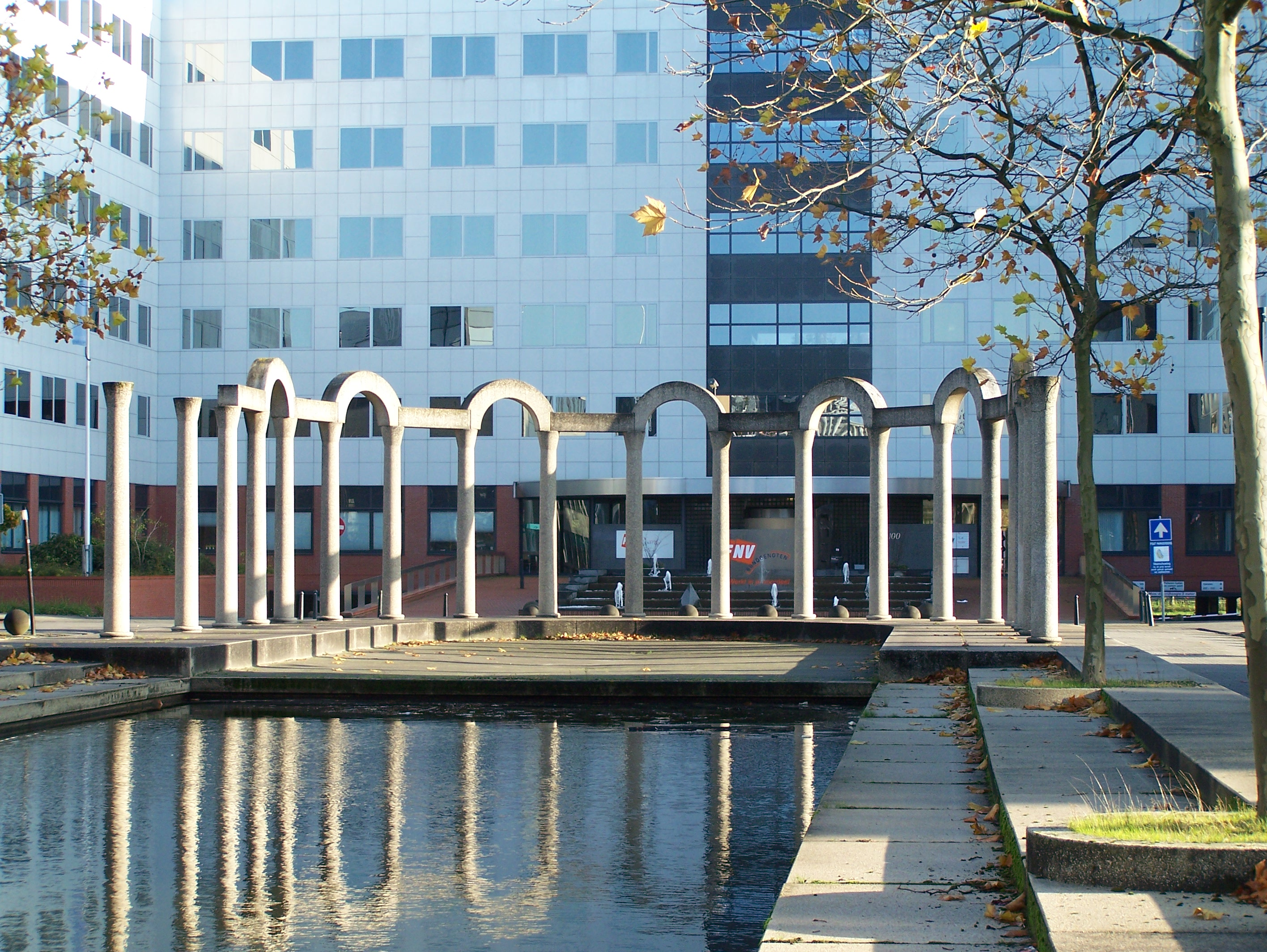
«Het verzonken schip» или «Canopus», Утрехт 1993
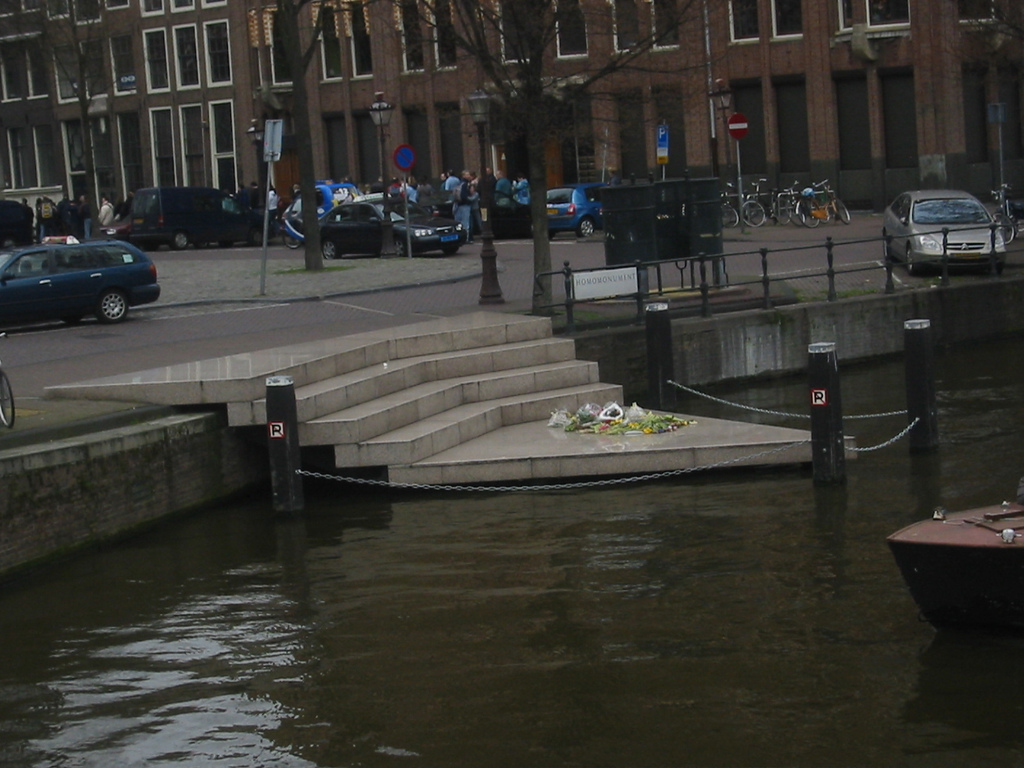
«Гомомонумент». Амстердам, 1987
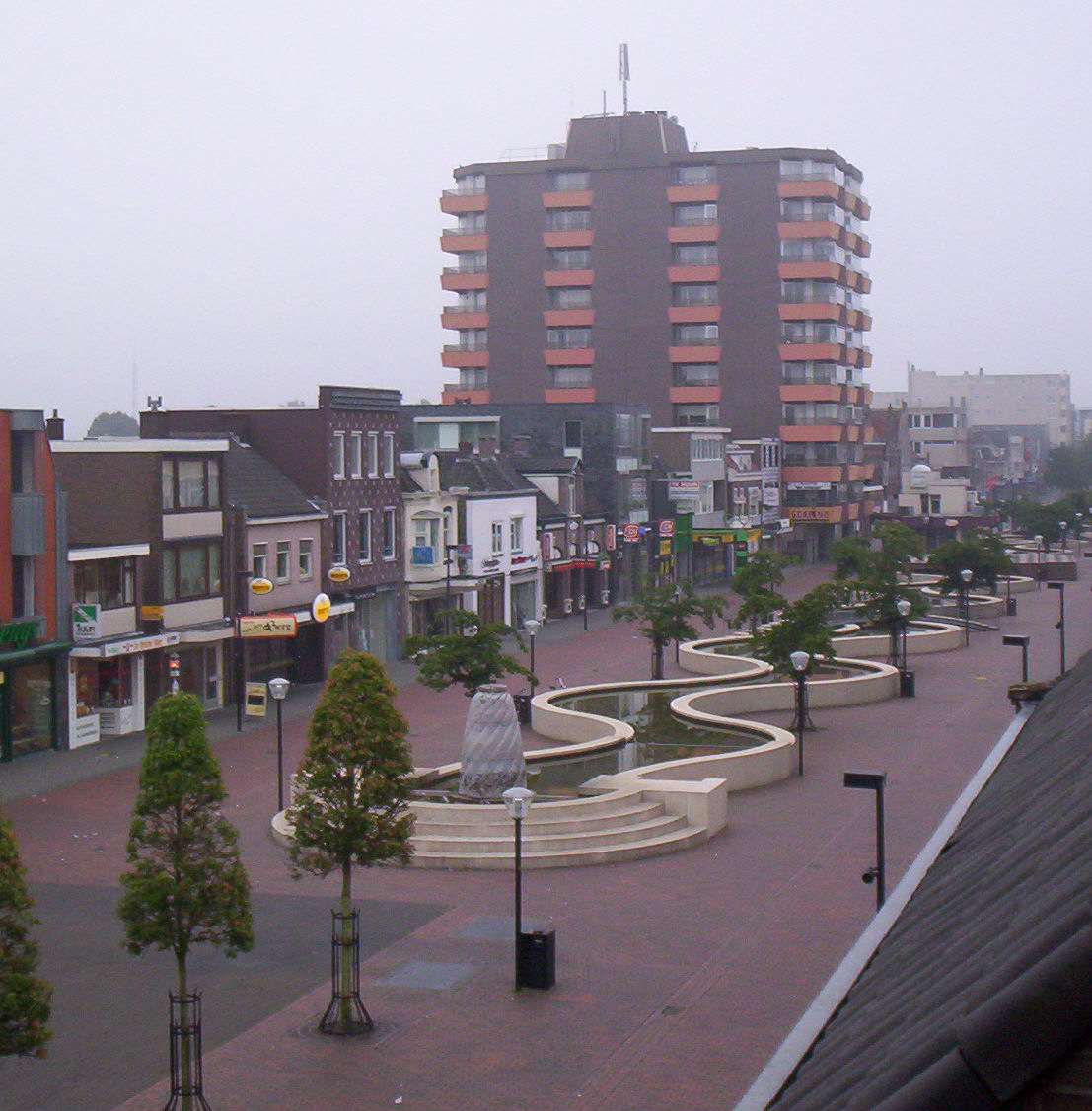
«Каскад Хоговен», Хогевен 1995